# Влас, Валерий
Валерий Влас (рум. Valeriu Vlas; род. 6 августа 1971, Калараш) — молдавский легкоатлет, специалист по бегу на длинные дистанции и марафону. Выступал как элитный бегун в 1990-х — 2000-х годах, участник ряда крупных международных соревнований, в том числе двух летних Олимпийских игр. Чемпион Румынии на марафонской дистанции (1995, 1997, 1998), чемпион Молдавии в беге на 10 000 метров (2005). Мастер спорта Молдавии международного класса.

## Биография
Валерий Влас родился 6 августа 1971 года в городе Калараш Молдавской ССР.
Занимался бегом в Специализированной детско-юношеской школе олимпийского резерва № 3 лёгкой атлетики города Бендеры.
Первого серьёзного успеха на взрослом международном уровне добился в сезоне 1996 года, когда вошёл в основной состав молдавской национальной сборной и благодаря череде удачных выступлений удостоился права защищать честь страны на летних Олимпийских играх в Атланте. В программе мужского марафона показал время 2:28:36, расположившись в итоговом протоколе соревнований на 77 строке.
В 1997 году одержал победу на чемпионате Румынии в зачёте марафона (2:26:39), стал пятым на Марафоне солидарности в Гданьске (2:25:43), выиграл Новисадский марафон (2:28:01), был девятым на марафоне в Ираклионе (2:28:46).
В 1998 году в марафонской дисциплине победил на румынском первенстве в Бухаресте (2:26:26) и первенстве Балкан в Скопье (2:18:34), стартовал на чемпионате Европы в Будапеште, где с результатом 2:27:28 занял итоговое 38 место.
В 1999 году финишировал вторым на Подгорицком марафоне (2:28:22), уступив на финише только россиянину Юрию Чижову. Кроме того, занял 35 место на чемпионате мира в Севилье (2:24:22).
Находясь в числе лидеров легкоатлетической команды Молдавии, благополучно прошёл отбор на Олимпийские игры 2000 в Сиднее. На сей раз в программе мужского марафона с результатом 2:24:35 расположился в итоговом протоколе на 55 позиции.
После достаточно длительного перерыва в середине 2000-х годов Влас вернулся к активным выступлениям на шоссе. Так, в 2005 году он стал седьмым на Инсбрукском марафоне (2:27:26), в 2006 году там же был четвёртым (2:37:06) и с личным рекордом 2:18:49 занял 21 место на Стамбульском марафоне, а также взял 4 место в личном первенстве и серебряную медаль в составе сборной на чемпионате Европы по марафону среди полицейских.
В 2007 году занял 17 место на горном марафоне Юнгфрау в Швейцарии (3:18:57).